# Piero Ribechini
Piero Ribechini (Pisa, 20 giugno 1937 – Pisa, 9 febbraio 2011) è stato un allenatore di calcio e calciatore italiano, di ruolo centrocampista.

## Biografia
Di ruolo centrocampista, in carriera ha totalizzato 64 presenze (segnando due reti) in Serie B tutte con la maglia del Livorno; ha inoltre giocato in Serie C con le maglie di Lucchese e Sanremese.
Ha allenato le giovanili della Lucchese e poi per diversi anni i dilettanti dell'Atletico Lucca.
Dopo aver lasciato il calcio giocato, ha gestito per 35 anni un negozio di elettronica in centro storico a Lucca.
È morto a Pisa il 9 febbraio 2011, all'età di 73 anni.

## Palmarès
- Campionato italiano Serie C: 2

Lucchese: 1960-1961
Livorno: 1963-1964